# 格伯-拉斯弗羅爾斯 (加利福尼亞州)
格伯-拉斯弗洛爾斯（英語：Gerber-Las Flores）是位於美國加利福尼亞州蒂黑馬縣的一個非建制地區。該地的面積和人口皆未知。

## 地理
格伯-拉斯弗洛爾斯的座標為40°03′35″N 122°09′05″W / 40.05972°N 122.15139°W，而該地的平均海拔高度為76米（即249英尺）。